# Landbouwkrediet-Tönissteiner (wielerploeg)/2007
Deze pagina geeft een overzicht van de Landbouwkrediet-Tönissteiner-wielerploeg in 2007.

## Algemene gegevens
Sponsor: Landbouwkrediet, Tönissteiner
Algemeen manager: Gérard Bulens
Ploegleiders: Marco Saligari
Fietsen: Colnago
Onderdelen: Campagnolo

## Lijst van renners
| Naam                          | Geboortedatum | Nationaliteit       | Ploeg 2006                            |
| ----------------------------- | ------------- | ------------------- | ------------------------------------- |
| Frédéric Amorison             | 16-02-1978    | België              |                                       |
| David Boucher                 | 17-03-1980    | Frankrijk           | Unibet.com                            |
| Andy Cappelle                 | 30-04-1979    | België              |                                       |
| Edward Clancy                 | 12-03-1985    | Verenigd Koninkrijk |                                       |
| Bert De Waele                 | 21-07-1975    | België              |                                       |
| Sjef De Wilde                 | 03-05-1981    | België              |                                       |
| Frédéric Gabriel              | 20-07-1970    | Frankrijk           | Unibet.com                            |
| Steven Kleynen                | 22-12-1977    | België              |                                       |
| Jan Kuyckx                    | 20-05-1979    | België              | Davitamon-Lotto                       |
| Jean-Claude Lebeau            | 05-06-1979    | België              |                                       |
| Paul Manning                  | 06-11-1974    | Verenigd Koninkrijk |                                       |
| Filip Meirhaeghe              | 05-03-1971    | België              |                                       |
| Kevin Neirynck                | 16-11-1982    | België              |                                       |
| Rob Peeters                   | 02-07-1985    | België              | Neo                                   |
| Bert Scheirlinckx             | 01-11-1974    | België              | Jartazi-7Mobile                       |
| Nico Sijmens                  | 01-04-1978    | België              |                                       |
| Wouter Van Mechelen           | 08-04-1981    | België              | Chocolade Jacques-Topsport Vlaanderen |
| James Vanlandschoot           | 26-08-1978    | België              |                                       |
| David Verheyen                | 15-09-1981    | België              |                                       |
|                               |               |                     |                                       |
| Dirk Bellemakers (stagiair)   | 19-01-1984    | Nederland           |                                       |
| Sébastien Delfosse (stagiair) | 29-11-1982    | België              |                                       |
| Kevin Maene (stagiair)        | 29-11-1981    | België              |                                       |

## Belangrijke overwinningen
| Egmond-pier-Egmond Winnaar: Andy Cappelle Beverbeek Classic Winnaar: Nico Sijmens Wereldkampioenschappen baanwielrennen Ploegenachtervolging: Edward Clancy, Paul Manning Hel van het Mergelland Winnaar: Nico Sijmens Ronde van Bochum Winnaar: Andy Capelle Regio Tour International 3e etappe: Andy Cappelle Ronde van Groot-Brittannië 6e etappe: Paul Manning GP van Wallonië Winnaar: Bert De Waele |

1992 · 1993 · 1994 · 1995 · 1996 · 1997 · 1998 · 1999 · 2000 · 2001 · 2002 · 2003 · 2004 · 2005 · 2006 · 2007 · 2008 · 2009 · 2010 · 2011 · 2012 · 2013 · 2014